# Società Sportiva Juventus Stabia 1992-1993
Questa voce raccoglie le informazioni riguardanti la Società Sportiva Juve Stabia nelle competizioni ufficiali della stagione 1992-1993.

## Stagione
Nella stagione 1992-1993 la Juve Stabia è giunta al 1º posto nel campionato di Serie C2 girone C, quindi viene promossa in Serie C1 per la stagione successiva.

## Rosa 1992-1993
| N. |                   | Ruolo | Calciatore         |
| -- | ----------------- | ----- | ------------------ |
|    | Italia (bandiera) | P     | Fabio Fabbri       |
|    | Italia (bandiera) | P     | Ciro Ambra         |
|    | Italia (bandiera) | D     | Gianluca Colavitto |
|    | Italia (bandiera) | D     | Corrado Sorrentino |
|    | Italia (bandiera) | D     | Andrea Veronici    |
|    | Italia (bandiera) | D     | Francesco Siviero  |
|    | Italia (bandiera) | D     | Silvio Gori        |
|    | Italia (bandiera) | D     | Ciro Raimondo      |
|    | Italia (bandiera) | C     | Gennaro Pizzo      |
|    | Italia (bandiera) | C     | Antonio Talevi     |

| N. |                   | Ruolo | Calciatore                 |
| -- | ----------------- | ----- | -------------------------- |
|    | Italia (bandiera) | C     | Giuseppe Monti             |
|    | Italia (bandiera) | C     | Gaetano Vitiello           |
|    | Italia (bandiera) | C     | Gaetano Musella (capitano) |
|    | Italia (bandiera) | C     | Alessandro Romei           |
|    | Italia (bandiera) | C     | Antonio Gargiulo           |
|    | Italia (bandiera) | C     | Alessandro More'           |
|    | Italia (bandiera) | C     | Luciano Russo              |
|    | Italia (bandiera) | A     | Gerardo Fiorillo           |
|    | Italia (bandiera) | A     | Giorgio Lunerti            |

## Risultati

### Campionato

#### Girone di andata
| 13 settembre 1992 1ª giornata | Juventus Stabia | 0 – 0 | Bisceglie |  |

| 20 settembre 1992 2ª giornata | Trani | 0 – 0 | Juventus Stabia |  |

| 27 settembre 1992 3ª giornata | Juventus Stabia | 2 – 0 | Turris |  |

| 4 ottobre 1992 4ª giornata | Monopoli | 1 – 1 | Juventus Stabia |  |

| 11 ottobre 1992 5ª giornata | Catanzaro | 1 – 1 | Juventus Stabia |  |

| 18 ottobre 1992 6ª giornata | Juventus Stabia | 3 – 0 | Savoia |  |

| 25 ottobre 1992 7ª giornata | Formia | 1 – 2 | Juventus Stabia |  |

| 1º novembre 1992 8ª giornata | Juventus Stabia | 2 – 0 | Molfetta |  |

| 8 novembre 1992 9ª giornata | Astrea | 1 – 3 | Juventus Stabia |  |

| 22 novembre 1992 10ª giornata | Juventus Stabia | 3 – 1 | Akragas |  |

| 29 novembre 1992 11ª giornata | Sora | 0 – 0 | Juventus Stabia |  |

| 6 dicembre 1992 12ª giornata | Juventus Stabia | 1 – 1 | Matera |  |

| 13 dicembre 1992 13ª giornata | Sangiuseppese | 3 – 0 | Juventus Stabia |  |

| 20 dicembre 1992 14ª giornata | Juventus Stabia | 2 – 0 | Vigor Lamezia |  |

| 27 dicembre 1992 15ª giornata | Licata | 0 – 0 | Juventus Stabia |  |

| 24 gennaio 1992 16ª giornata | Juventus Stabia | 5 – 1 | Altamura |  |

| 31 gennaio 1993 17ª giornata | Atletico Leonzio | 3 – 1 | Juventus Stabia |  |

#### Girone di ritorno
| 7 febbraio 1993 18ª giornata | Bisceglie | 0 – 0 | Juventus Stabia |  |

| 14 febbraio 1993 19ª giornata | Juventus Stabia | 2 – 1 | Trani |  |

| 21 febbraio 1993 20ª giornata | Turris | 1 – 0 | Juventus Stabia |  |

| 7 marzo 1993 21ª giornata | Juventus Stabia | 0 – 0 | Monopoli |  |

| 14 marzo 1993 22ª giornata | Juventus Stabia | 2 – 1 | Catanzaro |  |

| 21 marzo 1993 23ª giornata | Savoia | 1 – 1 | Juventus Stabia |  |

| 28 marzo 1993 24ª giornata | Juventus Stabia | 2 – 0 | Formia |  |

| 4 aprile 1993 25ª giornata | Molfetta | 0 – 0 | Juventus Stabia |  |

| 18 aprile 1993 26ª giornata | Juventus Stabia | 6 – 0 | Astrea |  |

| 25 aprile 1993 27ª giornata | Akragas | 1 – 1 | Juventus Stabia |  |

| 2 maggio 1993 28ª giornata | Juventus Stabia | 2 – 0 | Sora |  |

| 9 maggio 1993 29ª giornata | Matera | 0 – 0 | Juventus Stabia |  |

| 16 maggio 1993 30ª giornata | Juventus Stabia | 3 – 0 | Sangiuseppese |  |

| 23 maggio 1993 31ª giornata | Vigor Lamezia | 0 – 0 | Juventus Stabia |  |

| 30 maggio 1993 32ª giornata | Juventus Stabia | 4 – 0 | Licata |  |

| 6 giugno 1993 33ª giornata | Altamura | 1 – 1 | Juventus Stabia |  |

| 13 giugno 1993 34ª giornata | Juventus Stabia | 2 – 2 | Atletico Leonzio |  |